# Jedinstvo Ub
FK Jedinstvo Ub (serb: ФК Јединство Уб) – serbski klub piłkarski z miasta Ub, w zachodniej części kraju, utworzony w 1920 roku. Obecnie występuje w Prva liga Srbije. 